# Kòvel
Kòvel (ucraïnès: Ковель; rus: Ковель, Kóvel, polonès: Kowel, jiddisch קאָוועל, és una ciutat de la província de Volínia, al nord-oest d'Ucraïna. És el centre administratiu del raion de Kòvel (raion), per bé que la ciutat en si és designada com una ciutat d'importància d'óblast i no forma part del raion. La seva població és de 68.912 (estimació del 2013).
Kòvel dona nom a una de les més antigues inscripcions rúniques que es van perdre durant la Segona Guerra Mundial. La punta de llança de Kòvel, descoberta prop de la ciutat en 1858, contenia el text en gòtic (il·lustració).

## Història
Kòvel (Kowel) va ser esmentada per primer cop el 1310. Va rebre els drets de ciutat el 1518 del rei de Polònia Segimon I el Vell. En 1547 Bona Sforza, reina de Polònia, es va convertir en sobirana de Kòvel. En 1564 la ciutat va passar a mans de l'starosta Andrei Kurbskide, amb l'advertiment que havia d'atenir-se a la situació de les lleis lituanes i locals i no violar els drets dels burgesos de Kòvel.

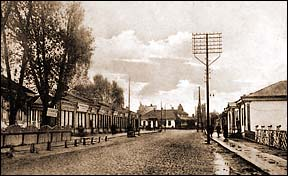
Kovel, carrer de Vokzalna, Segona República de Polònia ca. 1918.

Després de les particions de Polònia la vila va passar a l'Imperi Rus on hi romangué durant més de cent anys. Durant la Primera Guerra Mundial, la ciutat fou l'escenari de la Batalla de Kòvel entre les Potències Centrals i l'Imperi Rus. En el període d'entreguerres, Kòvel va ser la capital del comtat de Kòvel al Voivodat de Volínia de la República de Polònia. Hi havia una important guarnició de l'Exèrcit Polonès i el quarter general de la 27a Divisió d'Infanteria Voliniana. D'altra banda, al poble de Czerkasy, hi havia un gran dipòsit de l'exèrcit polonès. El 1924, va començar la construcció del de l'església catòlica romana de Sant Estanislau bisbe i màrtir.
A la Segona Guerra Mundial, després de linvasió de Polònia per part de l'Alemanya Nazi i, posteriorment, la seva Operació Barbarossa els alemanys van assassinar 18.000 jueus a Kowel, sobretot durant l'agost i setembre del 1942. Més tard, al març i abril de 1944, Kowl va ser un escenari de ferotges combats entre la 5a Divisió Panzergrenadier SS Wiking i l'Exèrcit Roig.
Durant el genocidi volinià, la ciutat era un refugi per als polonesos ètnics que escapaven del genocidi. En aquest període, els nacionalistes ucraïnesos assassinats al voltant de 3.700 habitants polonesos del comtat de Kowel. A principis de la primavera de 1944, la 27a Divisió d'Infanteria de l'Armia Krajowa operà a la zona. Kowel va ser capturada per l'Exèrcit Roig al juliol de 1944. El 1945, davant la insistència de Ióssif Stalin (després de la Conferència de Teheran de 1943) les fronteres de Polònia foren redibuixades, la població polonesa fou reassentada per la força i Kowel es va incorporar a la República Socialista Soviètica d'Ucraïna amb el nom de Kóvel o Kòvel, segons la pronúncia russa o ucraïnesa. Forma part de la Ucraïna independent des del 1991.

## Transport

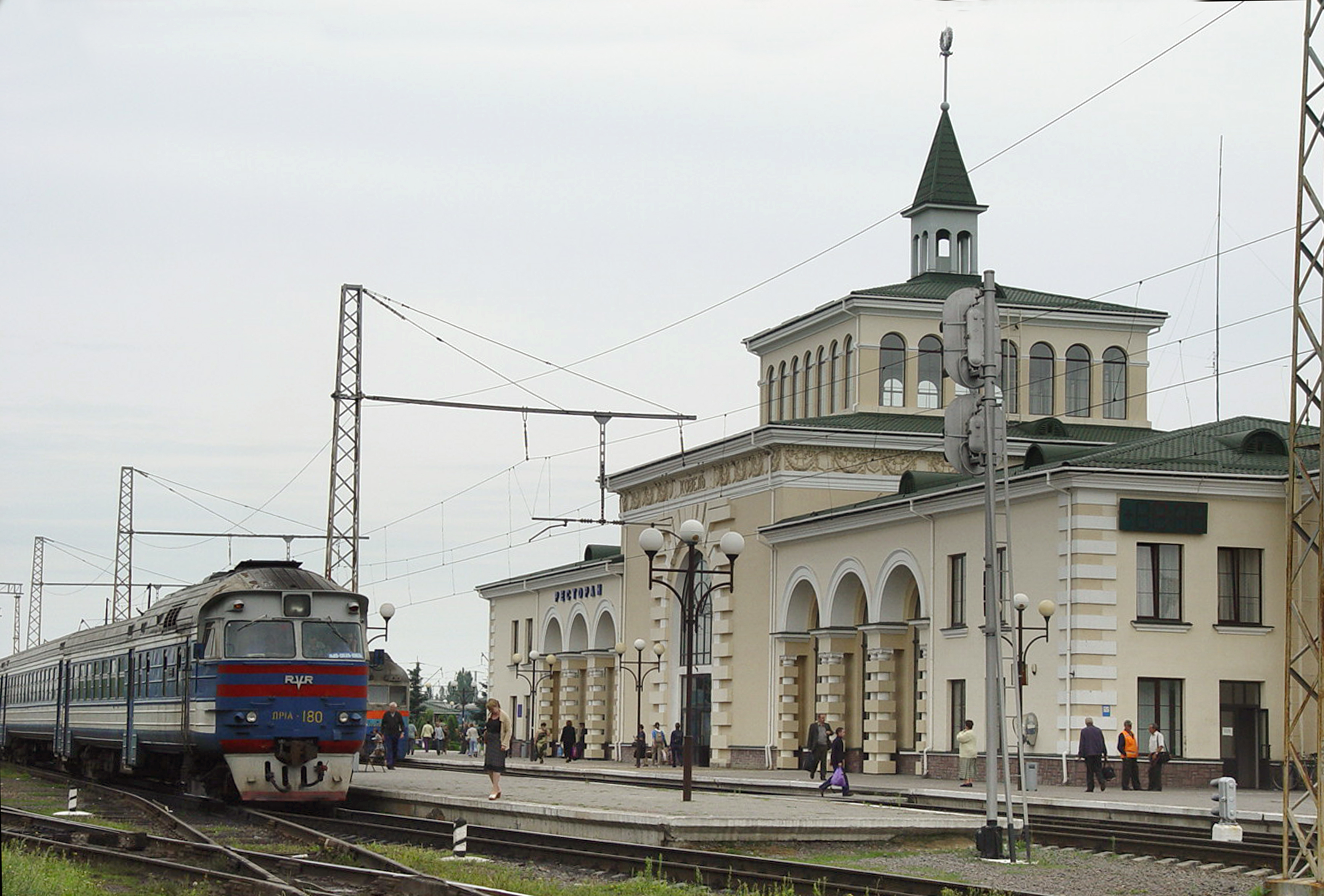
Estació de ferrocarril històrica de Kòvel

Kòvel és l'eix nord-occidental del sistema ferroviari ucraïnès, amb sis línies de ferrocarril que irradien cap a l'exterior de la ciutat. La primera d'elles va ser construïda el 1873, i connecta la ciutat amb Brest-Litovsk i Rivne. El 1877 Kòvel fou unida per primer cop via ferrocarril amb Lublin i Varsòvia del Tsarat de Polònia.

## Gent notable
- Lèssia Ukraïnka (1871-1913), poetessa ucraïnesa
- Abraham Zapruder (1905-1970), fabricant de roba de senyores que va filmar l'assassinat de John F. Kennedy
- Meir Auerbach (1815-1877), primer Gran Rabí asquenazita de Jerusalem.
- Israel Friedlander, rabí, educador i erudit bíblic
- Kazimierz Dejmek, actor
- Andrzej Dembicz, erudit
- Ryszard Horodecki, físic
- Krzysztof Kursa, actor
- Michał Waszyński, director de cinema i productor
- Janusz Zawisza, científic
- Jolanta Zdrzalik, pintora

## Ciutats germanes
Kòvel està agermanada amb
- Alemanya: Barsinghausen
- Polònia: Krasnystaw
- Ucraïna: Smila
- Polònia: Łęczna
- Polònia: Brzeg Dolny
- Lituània: Districte municipal d'Utena
- Polònia: Legionowo
- Rússia: Rjev
- Belarús: Pinsk
- Alemanya: Walsrode
- Ucraïna: Butxa
- Polònia: Chełm